# Lista över fornlämningar i Kristianstads kommun (Västra Vram)
Lista över fornlämningar i Kristianstads kommun (Västra Vram) är en förteckning av ett urval av de fornlämningar som finns i Västra Vram i Kristianstads kommun.
| Namn                            | Lämningstyp  | Tillkomsttid | Historisk indelning | Plats | Läge                 | ID-nr          | Bild                                 |
| ------------------------------- | ------------ | ------------ | ------------------- | ----- | -------------------- | -------------- | ------------------------------------ |
| Västra Vram 3:1                 | Röse         |              | Västra Vram, Skåne  |       | 55.916087, 13.916470 | 10115100030001 | Ladda upp en bild av detta fornminne |
| Västra Vram 4:1                 | Stensättning |              | Västra Vram, Skåne  |       | 55.921232, 13.926397 | 10115100040001 | Ladda upp en bild av detta fornminne |
| Västra Vram 5:1                 | Röse         |              | Västra Vram, Skåne  |       | 55.922775, 13.929900 | 10115100050001 | Ladda upp en bild av detta fornminne |
| Västra Vram 5:2                 | Röse         |              | Västra Vram, Skåne  |       | 55.922703, 13.930243 | 10115100050002 | Ladda upp en bild av detta fornminne |
| Västra Vram 6:1                 | Röse         |              | Västra Vram, Skåne  |       | 55.951239, 13.961437 | 10115100060001 | Ladda upp en bild av detta fornminne |
| Västra Vram 7:1                 | Röse         |              | Västra Vram, Skåne  |       | 55.950259, 13.961899 | 10115100070001 | Ladda upp en bild av detta fornminne |
| Västra Vram 12:1                | Stensättning |              | Västra Vram, Skåne  |       | 55.917540, 13.949088 | 10115100120001 | Ladda upp en bild av detta fornminne |
| Västra Vram 13:1                | Hög          |              | Västra Vram, Skåne  |       | 55.956618, 13.937778 | 10115100130001 | Ladda upp en bild av detta fornminne |
| Elna rör (Västra Vram 14:1)     | Hög          |              | Västra Vram, Skåne  |       | 55.949221, 13.980937 | 10115100140001 | Ladda upp en bild av detta fornminne |
| Västra Vram 15:1                | Hög          |              | Västra Vram, Skåne  |       | 55.950320, 13.980509 | 10115100150001 | Ladda upp en bild av detta fornminne |
| Västra Vram 17:1                | Hög          |              | Västra Vram, Skåne  |       | 55.915036, 13.993114 | 10115100170001 | Ladda upp en bild av detta fornminne |
| Västra Vram 17:2                | Hög          |              | Västra Vram, Skåne  |       | 55.914630, 13.992591 | 10115100170002 | Ladda upp en bild av detta fornminne |
| Västra Vram 18:1                | Hög          |              | Västra Vram, Skåne  |       | 55.917378, 13.992807 | 10115100180001 | Ladda upp en bild av detta fornminne |
| Västra Vram 19:1                | Stensättning |              | Västra Vram, Skåne  |       | 55.919034, 13.988761 | 10115100190001 | Ladda upp en bild av detta fornminne |
| Västra Vram 19:2                | Stensättning |              | Västra Vram, Skåne  |       | 55.919330, 13.988737 | 10115100190002 | Ladda upp en bild av detta fornminne |
| Västra Vram 19:3                | Stensättning |              | Västra Vram, Skåne  |       | 55.919252, 13.988993 | 10115100190003 | Ladda upp en bild av detta fornminne |
| Västra Vram 20:1                | Hög          |              | Västra Vram, Skåne  |       | 55.917208, 13.986190 | 10115100200001 | Ladda upp en bild av detta fornminne |
| Västra Vram 20:2                | Hög          |              | Västra Vram, Skåne  |       | 55.917448, 13.986259 | 10115100200002 | Ladda upp en bild av detta fornminne |
| Västra Vram 20:3                | Hög          |              | Västra Vram, Skåne  |       | 55.917349, 13.986372 | 10115100200003 | Ladda upp en bild av detta fornminne |
| Västra Vram 21:1                | Hög          |              | Västra Vram, Skåne  |       | 55.910942, 13.990881 | 10115100210001 | Ladda upp en bild av detta fornminne |
| Västra Vram 21:2                | Stensättning |              | Västra Vram, Skåne  |       | 55.910990, 13.990512 | 10115100210002 | Ladda upp en bild av detta fornminne |
| Västra Vram 22:1                | Stensättning |              | Västra Vram, Skåne  |       | 55.912695, 13.984147 | 10115100220001 | Ladda upp en bild av detta fornminne |
| Västra Vram 22:2                | Hög          |              | Västra Vram, Skåne  |       | 55.912864, 13.984288 | 10115100220002 | Ladda upp en bild av detta fornminne |
| Västra Vram 22:3                | Stensättning |              | Västra Vram, Skåne  |       | 55.912908, 13.983988 | 10115100220003 | Ladda upp en bild av detta fornminne |
| Västra Vram 22:4                | Stensättning |              | Västra Vram, Skåne  |       | 55.912770, 13.984377 | 10115100220004 | Ladda upp en bild av detta fornminne |
| Västra Vram 23:1                | Stensättning |              | Västra Vram, Skåne  |       | 55.913786, 13.983467 | 10115100230001 | Ladda upp en bild av detta fornminne |
| Västra Vram 23:2                | Stensättning |              | Västra Vram, Skåne  |       | 55.913571, 13.983244 | 10115100230002 | Ladda upp en bild av detta fornminne |
| Västra Vram 24:1                | Hög          |              | Västra Vram, Skåne  |       | 55.913979, 13.979479 | 10115100240001 | Ladda upp en bild av detta fornminne |
| Västra Vram 24:2                | Hög          |              | Västra Vram, Skåne  |       | 55.914065, 13.979171 | 10115100240002 | Ladda upp en bild av detta fornminne |
| Västra Vram 26:2                | Hällristning |              | Västra Vram, Skåne  |       | 55.911645, 13.980138 | 10115100260002 | Ladda upp en bild av detta fornminne |
| Västra Vram 27:1                | Stensättning |              | Västra Vram, Skåne  |       | 55.915940, 13.976553 | 10115100270001 | Ladda upp en bild av detta fornminne |
| Västra Vram 31:1                | Stensättning |              | Västra Vram, Skåne  |       | 55.921898, 13.993217 | 10115100310001 | Ladda upp en bild av detta fornminne |
| Västra Vram 32:1                | Röse         |              | Västra Vram, Skåne  |       | 55.924202, 13.993011 | 10115100320001 | Ladda upp en bild av detta fornminne |
| Västra Vram 33:1                | Hög          |              | Västra Vram, Skåne  |       | 55.926574, 13.994250 | 10115100330001 | Ladda upp en bild av detta fornminne |
| Västra Vram 34:1                | Röse         |              | Västra Vram, Skåne  |       | 55.920522, 13.961506 | 10115100340001 | Ladda upp en bild av detta fornminne |
| Västra Vram 34:2                | Röse         |              | Västra Vram, Skåne  |       | 55.920124, 13.961268 | 10115100340002 | Ladda upp en bild av detta fornminne |
| Västra Vram 34:3                | Röse         |              | Västra Vram, Skåne  |       | 55.921004, 13.961273 | 10115100340003 | Ladda upp en bild av detta fornminne |
| Västra Vram 34:4                | Hög          |              | Västra Vram, Skåne  |       | 55.921143, 13.961178 | 10115100340004 | Ladda upp en bild av detta fornminne |
| Västra Vram 34:5                | Hög          |              | Västra Vram, Skåne  |       | 55.921133, 13.960932 | 10115100340005 | Ladda upp en bild av detta fornminne |
| Västra Vram 46:1                | Gravfält     |              | Västra Vram, Skåne  |       | 55.922083, 13.961611 | 10115100460001 | Ladda upp en bild av detta fornminne |
| Västra Vram 48:1                | Stensättning |              | Västra Vram, Skåne  |       | 55.917275, 13.956931 | 10115100480001 | Ladda upp en bild av detta fornminne |
| Västra Vram 49:1                | Stensättning |              | Västra Vram, Skåne  |       | 55.923356, 13.972962 | 10115100490001 | Ladda upp en bild av detta fornminne |
| Västra Vram 50:1                | Hällristning |              | Västra Vram, Skåne  |       | 55.927226, 13.983496 | 10115100500001 | Ladda upp en bild av detta fornminne |
| Västra Vram 52:1                | Stensättning |              | Västra Vram, Skåne  |       | 55.922333, 13.986957 | 10115100520001 | Ladda upp en bild av detta fornminne |
| Västra Vram 55:1                | Stensättning |              | Västra Vram, Skåne  |       | 55.928809, 13.989467 | 10115100550001 | Ladda upp en bild av detta fornminne |
| Stora stenen (Västra Vram 56:1) | Hällristning |              | Västra Vram, Skåne  |       | 55.928139, 13.990244 | 10115100560001 | Ladda upp en bild av detta fornminne |
| Västra Vram 57:1                | Stensättning |              | Västra Vram, Skåne  |       | 55.916834, 13.974248 | 10115100570001 | Ladda upp en bild av detta fornminne |
| Atta rör (Västra Vram 58:1)     | Röse         |              | Västra Vram, Skåne  |       | 55.916260, 13.928144 | 10115100580001 | Ladda upp en bild av detta fornminne |
| Västra Vram 60:1                | Stensättning |              | Västra Vram, Skåne  |       | 55.923433, 13.932813 | 10115100600001 | Ladda upp en bild av detta fornminne |
| Västra Vram 63:1                | Stensättning |              | Västra Vram, Skåne  |       | 55.919865, 13.981149 | 10115100630001 | Ladda upp en bild av detta fornminne |
| Västra Vram 64:1                | Hällristning |              | Västra Vram, Skåne  |       | 55.910201, 13.990987 | 10115100640001 | Ladda upp en bild av detta fornminne |
| Västra Vram 65:1                | Hög          |              | Västra Vram, Skåne  |       | 55.910782, 13.989759 | 10115100650001 | Ladda upp en bild av detta fornminne |
| Västra Vram 66:1                | Hög          |              | Västra Vram, Skåne  |       | 55.909994, 13.989729 | 10115100660001 | Ladda upp en bild av detta fornminne |
| Västra Vram 66:2                | Hög          |              | Västra Vram, Skåne  |       | 55.910084, 13.988967 | 10115100660002 | Ladda upp en bild av detta fornminne |
| Västra Vram 66:3                | Hög          |              | Västra Vram, Skåne  |       | 55.909815, 13.988882 | 10115100660003 | Ladda upp en bild av detta fornminne |
| Västra Vram 66:4                | Hög          |              | Västra Vram, Skåne  |       | 55.909895, 13.989161 | 10115100660004 | Ladda upp en bild av detta fornminne |
| Västra Vram 68:1                | Hällristning |              | Västra Vram, Skåne  |       | 55.908726, 13.989009 | 10115100680001 | Ladda upp en bild av detta fornminne |
| Västra Vram 69:2                | Hällristning |              | Västra Vram, Skåne  |       | 55.908340, 13.987350 | 10115100690002 | Ladda upp en bild av detta fornminne |
| Västra Vram 69:5                | Hällristning |              | Västra Vram, Skåne  |       | 55.908265, 13.988184 | 10115100690005 | Ladda upp en bild av detta fornminne |
| Västra Vram 71:2                | Hällristning |              | Västra Vram, Skåne  |       | 55.909910, 13.981388 | 10115100710002 | Ladda upp en bild av detta fornminne |
| Västra Vram 71:3                | Hällristning |              | Västra Vram, Skåne  |       | 55.910228, 13.981770 | 10115100710003 | Ladda upp en bild av detta fornminne |
| Västra Vram 72:1                | Hällristning |              | Västra Vram, Skåne  |       | 55.910702, 13.983284 | 10115100720001 | Ladda upp en bild av detta fornminne |
| Västra Vram 72:2                | Stensättning |              | Västra Vram, Skåne  |       | 55.910479, 13.982764 | 10115100720002 | Ladda upp en bild av detta fornminne |
| Västra Vram 73:3                | Hällristning |              | Västra Vram, Skåne  |       | 55.909912, 13.984033 | 10115100730003 | Ladda upp en bild av detta fornminne |
| Tjuvastenen (Västra Vram 74:1)  | Hällristning |              | Västra Vram, Skåne  |       | 55.910385, 13.978031 | 10115100740001 | Ladda upp en bild av detta fornminne |
| Tjuvastenen (Västra Vram 74:3)  | Hällristning |              | Västra Vram, Skåne  |       | 55.911157, 13.978611 | 10115100740003 | Ladda upp en bild av detta fornminne |
| Västra Vram 75:1                | Hällristning |              | Västra Vram, Skåne  |       | 55.911068, 13.977404 | 10115100750001 | Ladda upp en bild av detta fornminne |
| Västra Vram 77:1                | Hällristning |              | Västra Vram, Skåne  |       | 55.911075, 13.982693 | 10115100770001 | Ladda upp en bild av detta fornminne |
| Västra Vram 78:1                | Hällristning |              | Västra Vram, Skåne  |       | 55.911456, 13.979446 | 10115100780001 | Ladda upp en bild av detta fornminne |
| Västra Vram 78:3                | Hällristning |              | Västra Vram, Skåne  |       | 55.911377, 13.979726 | 10115100780003 | Ladda upp en bild av detta fornminne |
| Västra Vram 78:4                | Hällristning |              | Västra Vram, Skåne  |       | 55.911270, 13.979752 | 10115100780004 | Ladda upp en bild av detta fornminne |
| Västra Vram 80:1                | Stensättning |              | Västra Vram, Skåne  |       | 55.913048, 13.977374 | 10115100800001 | Ladda upp en bild av detta fornminne |
| Västra Vram 81:1                | Hällristning |              | Västra Vram, Skåne  |       | 55.914212, 13.976870 | 10115100810001 | Ladda upp en bild av detta fornminne |
| Västra Vram 82:1                | Hällristning |              | Västra Vram, Skåne  |       | 55.914222, 13.977586 | 10115100820001 | Ladda upp en bild av detta fornminne |
| Ättehögen (Västra Vram 83:1)    | Hög          |              | Västra Vram, Skåne  |       | 55.924618, 13.970887 | 10115100830001 | Ladda upp en bild av detta fornminne |
| Västra Vram 85:1                | Stensättning |              | Västra Vram, Skåne  |       | 55.915543, 13.983386 | 10115100850001 | Ladda upp en bild av detta fornminne |
| Västra Vram 86:1                | Röse         |              | Västra Vram, Skåne  |       | 55.915807, 13.975190 | 10115100860001 | Ladda upp en bild av detta fornminne |
| Västra Vram 86:2                | Hällristning |              | Västra Vram, Skåne  |       | 55.915821, 13.974893 | 10115100860002 | Ladda upp en bild av detta fornminne |
| Västra Vram 86:3                | Stensättning |              | Västra Vram, Skåne  |       | 55.915784, 13.975040 | 10115100860003 | Ladda upp en bild av detta fornminne |
| Västra Vram 88:1                | Hällristning |              | Västra Vram, Skåne  |       | 55.919366, 13.954058 | 10115100880001 | Ladda upp en bild av detta fornminne |
| Västra Vram 89:1                | Röse         |              | Västra Vram, Skåne  |       | 55.914648, 13.934485 | 10115100890001 | Ladda upp en bild av detta fornminne |
| Västra Vram 155                 | Stensättning |              | Västra Vram, Skåne  |       | 55.959929, 13.981387 | 12000000049645 | Ladda upp en bild av detta fornminne |
| Västra Vram 157                 | Stensättning |              | Västra Vram, Skåne  |       | 55.957312, 13.935990 | 12000000049647 | Ladda upp en bild av detta fornminne |
| Västra Vram 159                 | Stensättning |              | Västra Vram, Skåne  |       | 55.956999, 13.935125 | 12000000049650 | Ladda upp en bild av detta fornminne |
| Västra Vram 161                 | Stensättning |              | Västra Vram, Skåne  |       | 55.956725, 13.934753 | 12000000049653 | Ladda upp en bild av detta fornminne |
| Västra Vram 162                 | Stensättning |              | Västra Vram, Skåne  |       | 55.956595, 13.935311 | 12000000049655 | Ladda upp en bild av detta fornminne |
| Västra Vram 163                 | Stensättning |              | Västra Vram, Skåne  |       | 55.956591, 13.935543 | 12000000049660 | Ladda upp en bild av detta fornminne |
| Västra Vram 164                 | Stensättning |              | Västra Vram, Skåne  |       | 55.956634, 13.935722 | 12000000049661 | Ladda upp en bild av detta fornminne |
| Västra Vram 165                 | Stensättning |              | Västra Vram, Skåne  |       | 55.956672, 13.937081 | 12000000049664 | Ladda upp en bild av detta fornminne |
| Västra Vram 166                 | Stensättning |              | Västra Vram, Skåne  |       | 55.956482, 13.937087 | 12000000049665 | Ladda upp en bild av detta fornminne |
| Västra Vram 168                 | Stensättning |              | Västra Vram, Skåne  |       | 55.956019, 13.937503 | 12000000049670 | Ladda upp en bild av detta fornminne |
| Västra Vram 170                 | Stensättning |              | Västra Vram, Skåne  |       | 55.959914, 13.981067 | 12000000049675 | Ladda upp en bild av detta fornminne |
| Västra Vram 172                 | Stensättning |              | Västra Vram, Skåne  |       | 55.959763, 13.981432 | 12000000049677 | Ladda upp en bild av detta fornminne |
| Västra Vram 173                 | Stensättning |              | Västra Vram, Skåne  |       | 55.956185, 13.937377 | 12000000049679 | Ladda upp en bild av detta fornminne |
| Västra Vram 174                 | Stensättning |              | Västra Vram, Skåne  |       | 55.957014, 13.937658 | 12000000049680 | Ladda upp en bild av detta fornminne |
| Västra Vram 175                 | Stensättning |              | Västra Vram, Skåne  |       | 55.956527, 13.937320 | 12000000049687 | Ladda upp en bild av detta fornminne |
| Västra Vram 183                 | Hällristning |              | Västra Vram, Skåne  |       | 55.960086, 13.945903 | 12000000049776 | Ladda upp en bild av detta fornminne |
| Västra Vram 186                 | Röse         |              | Västra Vram, Skåne  |       | 55.949624, 13.882097 | 12000000049783 | Ladda upp en bild av detta fornminne |